# Bund (Maß)
Als Bund wurden früher zwei unterschiedliche Stückmaße für Handelswaren bezeichnet.

## Tafelglas
Als Maß für Tafelglas handelte es sich bei einem Bund je nach Größe der Scheiben um zwei große oder um 20 kleine. Jene bildeten zu 20 Bund eine Kiste.
Siehe auch Ballot.
Heute wird als Maß für Tafelglas der Quadratmeter verwendet.

## Darmsaiten
Ein Bund war auch ein Maß beim Handel mit Darmsaiten für Musikinstrumente: ein Bund umfasste 30 Darmsaiten.